# 八尺門車站
八尺門車站(Bachimen Station、基隆濱町)位於台灣基隆市中正區，為台灣日治時期昭和11年(1936年)由日本礦業株式會社完工營運的轨距為762mm輕便鐵路之金瓜石線起點車站，後於1962年8月26日金瓜石線由臺灣金屬鑛業股份有限公司裁撤客貨運服務時廢止。

## 車站構造
- 岸式月台一座及碼頭貨車交換場。[1][2]

## 利用狀況
- 廢除前為金瓜石線起點站，亦是"礦砂裝船工廠"碼頭。

## 歷史
- 1936年：全線通車。
- 1962年8月26日：本站廢止。

## 鄰近車站
鄰近車站為深澳線的海科館及八斗子車站。

## 外部連結
- 海科館站新建狀況(2013/11/14)-台鐵影音專區（页面存档备份，存于）
- 國立海洋科技博物館  籌建計畫（页面存档备份，存于）
- 風華再現！台鐵深澳線9日復駛（页面存档备份，存于）